# Úmbita
Úmbita es un municipio colombiano ubicado en la Provincia de Márquez en el departamento de Boyacá. Se encuentra a 115 km aprox. de Bogotá, la capital de la República de Colombia y a 70 km aprox. de Tunja, la capital departamental.

## Toponimia
El nombre del municipio «Úmbita » es el término con el que era conocido el sitio donde fue fundado entre los muiscas antes de la llegada de los realistas y significa « tierra de labranza ». Según el historiador Joaquín Acosta significa también: "Tu punta, tu cumbre".

## Historia

### Fundación
Úmbita fue fundado por Gabriel del Toro en el año de 1778, siendo virrey Manuel Antonio Flórez. 
El territorio de Úmbita fue desmembrado del pueblo de indios llamado Chiriví, hoy Nuevo Colón. Es así como los habitantes de Úmbita decidieron dar poder al señor Blas de Valenzuela para que buscara ante el gobierno eclesiástico la creación de la parroquia.
Sobre los detalles de la fundación, la biografía del conquistador Alonso Domínguez Beltrán, primer encomendero de Úmbita cuenta:  

“En el primer reparto de tierras, en premio a sus servicios, el general Quesada adjudicó a Domínquez el repartimiento de Úmbita, llamado por los naturales Cacique Cochonuba y por los españoles el Zipa chiquito. No pudo sin embargo, tomar posesión de su encomienda porque el capitán Suárez cuando fue a fundar a Tunja, en cuya jurisdicción estaba Cochunuba, le ordenó permaneciese en Santafé, con el propósito, según Domínguez, de apoderarse de sus indios pretextando que estaban comprendidos en la encomienda de Icabuco. Domínguez dio poder a Luis de Sanabria para que tomara posesión de los indios ante el capitán Suárez, Justicia Mayor del reino, pero éste no le permitió, alegando que el cacique de Úmbita era distinto del de Cochunuba”

Luego de cumplidos los requisitos, el vicario general ante el Arzobispado de Santafé encomendó al párroco de Tenza para que informara sobre los límites convenientes para la erección de la parroquia.

La demarcación del vecindario de Úmbita fue designada al párroco de Tibaná don Domingo Ruíz Palazuelos, quien hizo la siguiente demarcación, la cual aparece en un documento fechado en Icabuco el 18 de noviembre de 1777: Desde las Juntas del río de Turmequé y quebrada de Icabuco que de allí nace y sigue una cuchilla que llaman del Pedregal, toda ella arriba a dar al alto de Curuba, tomando un vallado arriba que formó Jacinto Gallo para deslindar las tierras de Icabuco con las que fueron de Miguel del Junco y de aquí siguiendo a una peña que llaman las Escaleras y a otra peña del pozo negro y tirando por toda la cuchilla que parte de la jurisdicción de Turmequé hasta llegar a la peña nombrada del Valle de los Osos y de esta tomando toda su cuchilla hasta llegar a la loma gorda, la que queda dentro de la jurisdicción de la parroquia y de aquí hasta salir al alto del Mono tomando la cuchilla abajo hasta una loma en donde está el Volador de Tenza y de allí siguiendo cuchilla abajo a dar al río cogiendo su corriente para arriba hasta donde se juntan con la quebrada de Sisa y por esta corriente arriba hasta llegar a la loma del Castillejo y de aquí tomando los linderos de Icabuco y Gámbita hasta llegar al primer lindero de cuyos límites y señalamientos queda efectuada la demarcación de la expresada parroquia y dentro de ella el vecindario suficiente para la mantención del cura, cofradías, iglesia y demás cosas necesarias, aguadas y leñas y toda comodidad para la feligresía con lo que queda efectuada mi comisión en la conformidad que se me ha señalado y para que conste de diligencia firmó por ante el presente notario”.

La parroquia se denominó Nuestra Señora de Chiquinquirá de la Úmbita y como primer sacerdote fue nombrado Hermenegildo Vanegas en 1.778.
El 7 de junio de 1780, el corregidor de Justicia Mayor de Tunja, designó como alcalde pedáneo a Hermenegildo Bernal. El segundo Alcalde Vicente Valero fue nombrado en 1.783 Antes de la llegada de los Españoles, existía en lo que es hoy el territorio de Úmbita una intensa actividad de los Muiscas al encontrarse un gran poblado en Icabuco al mando de un Cacique (Castellanos 1.601) al cual estarían sujetos los cacicazgos de Chiriví y Tibaná y otro en lo que hoy es el casco urbano de Úmbita denominado Gacha. Según el Archivo Nacional de Colombia (ANC, VisBoy 7, f, 617 y ss) Gacha e Icabuco producían hayo (coca) y algodón. 
Aún quedan vestigios de los muiscas de Icabuco, pues en la vereda Nueve Pilas existe una piedra arenisca, observada por Roberto Lleras (1986) en el cual se tallaron 9 agujeros circulares cuya profundidad oscila entre 14 y 27 cm y su diámetro entre 17 y 19 cm. Algunos investigadores sugieren que se utilizaba como observatorio astronómico En inmediaciones de Nueve Pilas se han excavado tumbas que contenían cerámica muisca.
El libro Presencia de Boyacá (1953) dice que Úmbita es una población pequeña del oriente boyacense, cuyos moradores están integralmente dedicados al trabajo. Su producción acusa índices elevados. Las familias de Úmbita llevan una vida patriarcal, aman su parcela y el hogar donde transcurre sencilla y pacífica una existencia dedicada al trabajo y al servicio de Dios, porque se distinguen por su arraigado catolicismo y la bondad de sus costumbres.

### SigloXX
A mediados de siglo se creó el Instituto Técnico Agrícola, en la región de Icabuco, el cual ha venido capacitando técnicos agrícolas de la provincia de Márquez y promoviendo el desarrollo local y regional. El 13 de junio de 1953 se inauguró la vía departamental de Úmbita que une al municipio con Turmequé, la cual vino a contribuir al progreso de sus habitantes que antes de esta fecha debían utilizar un camino de herradura por Villapinzón. En ese mismo año se construyó el palacio municipal.
El territorio en un tiempo producía trigo (10.000 cargas anuales), habas (5.000 cargas) y lenteja (4.000 cargas), además de papa (30.000 cargas), maíz (20.000) y arveja (5.000 cargas) que todavía se cultiva. A partir de la década del 60 hacen su aparición los agroquímicos los cuales aumentaron la productividad de la papa y la convirtieron en renglón de primera magnitud pero que sin embargo han deteriorado los organismos vivos del suelo por más de 30 años. 
En 1988 se eligió el primer alcalde por voto popular y se inició la descentralización administrativa y fiscal en Úmbita y todos los municipios del país, donde se ha podido incrementar la cobertura y calidad de los servicios públicos, la educación, la salud, la cultura y la infraestructura urbana y rural.

## División administrativa
Úmbita se divide en 26 veredas:
| 1. Altamizal 2. Boquerón 3. Bosque 4. Centro 5. Centro Abajo 6. Chuscal 7. Gaunza 8. Juncal 9. Jupal | 1. La Palma 2. La Unión 3. Llano Verde 4. Loma Gorda 5. Los Puentes 6. Molino 7. Molino Alto 8. Nueve Pilas 9. Palo Caído | 1. Pavas 2. Rosal 3. Sisa Arriba 4. Sisa Medio 5. Tambor Chiquito 6. Tambor Grande 7. Tásvita 8. Uvero |

## Geografía

### Descripción física
Úmbita se encuentra localizada en el Departamento de Boyacá, es uno de los 10 Municipios que conforman la Provincia de Márquez, influenciado por el Valle de Tenza. El perímetro Urbano está ubicado a 5° 13´ de latitud Norte y a 73° 28” de longitud Oeste del meridiano de Greenwich, posee una altura de 2475 m s. n. m., en el perímetro urbano; pero con variaciones desde 1600 en la región de Sisa hasta los 3400 m s. n. m., en la región de Guanachas, con temperatura promedio de 15 °C y variaciones desde los 8 hasta los 22 °C. 
Corresponde a la cordillera oriental de los Andes, siendo muy variada su topografía como laderas, playados y montaña con predominio de este último. Dentro de sus principales alturas se encuentran el cerro El Castillejo, Alto de Pan de Azúcar, Alto las Arenas, Alto el Tablón, Alto los Pericos y Alto el Volador. Presenta Tres pisos térmicos: templado, frío y páramo.
El municipio es muy afortunado en cuanto a aguas se refiere. Dentro de sus principales arterias fluviales se encuentran el Río Bosque y Río Icabuco; entre sus principales quebradas se encuentran el Barrial, Colorada y Tásvita entre otras. Además cuenta con lagunas como: Agua Blanca, Peña Negra, Laguna Verde y Laguna Bolivia. Geología urbana El casco urbano se localiza sobre el sinclinal de Úmbita el cual se halla cubierto por un cuaternario de tipo coluvial (Oc) producto de la erosión, la acción del agua, el paso de las quebradas y el depósito de materiales.
El casco urbano se localiza sobre una pendiente que varía entre 3 y 12%. En las zonas aledañas se pueden ver pastizales y cultivos agrícolas. El perímetro urbano se encuentra entre la curvas de nivel de 2400 y 2500 m s. n. m. cercano al casco urbano se eleva el cerro de Castillejo a una altitud de 3000 ms.n.m. No se cuenta con un levantamiento topográfico con curvas de nivel detalladas. 
El promedio anual de lluvias en el casco urbano es de 1.064 mm de acuerdo con la estación cercana al municipio. Los demás valores de clima que se mencionan son tomados de la estación Nuevo Colón. La humedad relativa alcanza un promedio de 75%. Los vientos alcanzan una velocidad entre 2.7 y 3.1 m/s . El brillo solar presenta valores entre 1.033 y 2.059 horas sol por año. 

### Límites del municipio
Existen límites definidos y actas de deslindes con Turmequé, Tibaná, Chinavita, Pachavita y La Capilla. No se ha firmado acta de deslinde con Nuevo Colón y existe indefinición de límites con Villapinzón ya que pertenecen a Cundinamarca y no existe una ley de la República que resuelva el conflicto.
| Noroeste: Turmequé                                                          | Norte: Nuevo Colón | Nordeste: Tibaná             |
| Oeste: Villapinzón ( Cundinamarca) (Reserva Forestal Protectora Río Bogotá) |                    | Este: Chinavita (Río Tibaná) |
| Suroeste: Villapinzón ( Cundinamarca)                                       | Sur: La Capilla    | Sureste: Pachavita           |

## Ecología

### Flora
Existe vegetación de páramos entre la que se destacan los frailejones, musgos, pajas, romero, oreja de oso, cordón y liberal. En la zona del bosque húmedo montano se encuentra el mano de oso, espino, uña de gato, aliso, garrobo, encenillo, frailejón, uvito de monte, chite, tuno, angelito, arrayán, laurel de cera, cucharo, guaguito, palma y mortiño. El bosque húmedo montano presenta salvio, cedrillo, floramarillo, granizo, color sangregado, roble, cucharo, tuno esmeraldo, trompeto, cordoncillo, mortiño, borrachero y gallinazo. La vegetación de bosque húmedo premontano se compone de mortiño, helecho arbustivo, cordoncillo, uvo, granizo, higuerón. Las especies introducidas son básicamente eucaliptos y pinos las cuales forman parte de pequeñas parcelas de bosques cultivados localizados en las veredas de Centro y Uvero. 
Se encuentran especies nativas de valor ornamental tales como quiche, begonia, glosinia, anturio, angelito, curuba, chilco, clavos, orquídeas, mano de oso, arboloco, salvio, arrayán y siete cueros. Como medicinales se encuentran las plantas de borraja, dividivi, alcaparro, sáuco, papayuela, acelga, paico, manzanilla, caléndula arnica, gaque y ajenjo entre otros. 
Se encuentran así mismo plantas para consumo de leña como el aliso, encenillo, laurel, eucalipto, tuno, salvio, mortiño, chilco, arrayán y cucharo. Las especies con valor artesanal son aliso, bejuco, chusque, paja, junco, bejuco canasto, carrizo.  

### Fauna
Se encuentra gran diversidad de especies de fauna localizada en áreas de páramo, bosques, rastrojos pastizales, cultivos y afloramientos rocosos. Los principales corredores de fauna son los bosques altoandinos, rastrojos y páramos Cristales y Castillejo. 
Se encuentran los siguientes mamíferos: fara, guache, conejo silvestre, ratón, chucha y zorro. En el páramo de Castillejo se dice encontrar venado de cola blanca, mermado por la caza continua. La danta de páramo se considera extinta en este territorio. Se encuentran aves que frecuentan pastizales, cultivos, rastrojos y bosques. Una gran parte de las aves son de carácter migratorio, vienen en busca de comida y descanso. La deforestación y el continuo uso de agroquímicos, genera disminución de posibilidades para dicha fauna.

## Economía
Las principales actividades económicas son la agricultura y la ganadería. En cuanto a la agricultura se destaca la producción de papa, maíz, arveja, fríjol, habas, arracacha, yuca, caña de azúcar, plátano y café. En el municipio se realizan 4 ferias ganaderas durante el año.

### Agricultura
Úmbita es considerada como uno de los 5 mejores productores de papa del departamento, además se cultivan otros productos como maíz, arveja, fríjol, habas, arracacha, yuca, caña de azúcar, aguacate, plátano, cítricos y café. Últimamente se están cultivando frutales como: ciruela, manzana, durazno, mora, pera, tomate de árbol, curuba, uchuva, entre otros. De otro lado también se cultivan plantas medicinales como hierba buena, menta, manzanilla, llantén, ortiga, entre otras.

### Ganadería
Es fuente de ingresos para los habitantes del municipio, los cuales obtienen los derivados de la leche como queso, mantequilla y cuajada. En los últimos años se han introducido razas de ganado con el doble propósito de producir leche y carne, con la asesoría de ASONORMANDO y otras entidades. En la actualidad se realizan 4 ferias ganaderas (El día sábado en el puente de reyes en el mes de enero, Fiesta Patronal; Bosque, primer sábado de mayo; Mitaca, segundo domingo de junio; Instituto Agrícola, puente del doce de octubre) y con posibilidad de realizar una feria en la vereda de Sisa Arriba. 
En la actualidad funciona una procesadora de lácteos en el perímetro urbano del municipio. Es necesario destacar la explotación de otras especies como porcicultura, ovinos, apicultura y aves de corral.

### Minería
En el municipio existen minas de arenas, granzón y arcillas en las veredas de Uvero y Centro Abajo que actualmente se encuentran en explotación, algunas cuentan con licencias de explotación arcillas y licencia ambiental, sin embargo, la mayoría carece de ellas. Su explotación es tradicional. También existen mantos de carbón en las veredas de Sisa sector Juncal, los cuales requieren de legalización de explotación y ambiental y tecnificar su extracción. Existen explotaciones de recebo a cielo abierto sin licencia en Rosal, Jupal, Pavas, Boquerón y Chuscal. También se registró mineral de yeso de difícil explotación. 

### Otros aspectos
El turismo se reactiva con las fiestas, aunque existe opción de desarrollarlo permanentemente, sobre todo el ecoturismo, aunque no existen los entornos especiales y paquetes diseñados para tal fin. El transporte intermunicipal le está dando una gran dinámica al municipio a pesar de no existir vías adecuadas. Úmbita es considerado un municipio donde no se presenta la concentración de riqueza ni tan poco se sufre de pobreza absoluta, sus tierras están fraccionadas, es decir cada familia es propietaria de un lote de terreno denominado minifundio que facilita el desarrollo de las actividades y el mejoramiento de los ingresos.
Úmbita presenta una población económicamente activa de 5.102 personas de las cuales 2.804 se encuentran trabajando y 2.298 subempleadas o desempleadas.
Se aprecia baja capacitación laboral y gerencial de los agentes productivos, no existen programas de capacitación técnica y administrativa que les permita apropiar la tecnología disponible y lograr la competitividad. De igual forma existe la explotación de madera con fines ebanísticos y otras actividades como la cestería. 

## Movilidad
El municipio de Úmbita cuenta con aproximadamente 250 kilómetros de vías destapadas, de los cuales solo unos 41 km. corresponden al departamento. Cuenta con varias vías de ingreso hacia el perímetro urbano del municipio. 
Para llegar a Chinavita, se debe acceder a Ventaquemada por la Ruta Nacional 55 e ir al oriente pasando por Turmequé, el area rural sur de Nuevo Colón y Tibaná. Una vez allí, descender al sur por el río homónimo hasta llegar a territorio umbitano donde se gira al oeste desde la vereda Juncal siguiendo el río Bosque hacia aguas arriba hasta el casco urbano.

### Transporte público
Comunicándose por servicio de Flotas entre las que por importancia y antigüedad se listan:
- Flota Valle de Tenza, con rutas diarias desde y hacia Bogotá, que varían en temporadas festivas e invernales.[10]
- Flota Rápido Duitama, con rutas diarias Garagoa - Bogotá, a través del municipio.[11]

### Transporte privado
La mayor fuente de transporte de productos, ganado y personas antiguamente era a través de tracción animal, que se ha remplazado rápidamente por el uso de Camiones para productos y ganado, y un aumento significativo en el uso de la Motocicleta, que junto al uso diario, deportivo y de recreación de la Bicicleta, son la principal opción de movilidad en el Municipio debido a sus condiciones de terreno.

### Red vial
Se compone en un 95% de caminos destapados, las cuales constituyen serios problemas en época invernal debido a los continuos derrumbamientos de tierra, y al mal estado de la carretera. Se requieren sin embargo, más vías y puentes (vehiculares y peatonales) que contribuyan al desplazamiento de personas, productos y maquinaria desde y hacia las 26 veredas municipales. De igual forma el departamento y la nación pueden aportan determinados recursos para el mantenimiento de la malla vial del municipio, a través de la gestión de proyectos. El mantenimiento de las vías se realiza con el apoyo de la comunidad y la maquinaria existente en el municipio.